# بانی‌فیلم
بانی‌فیلم نخستین روزنامۀ سینمایی ایران، و یک سایت خبری تحلیلی سینمایی است که از هفتم مهرماه سال ۱۳۸۲ آغاز به کار کرد.
صاحب امتیاز، مدیر مسئول و سردبیر بانی فیلم، مسعود داوودی است.

## انتشار
چند پیش‌شمارهٔ این روزنامه توزیع دکه‌ای نداشت و تنها برای نمایندگان مجلس فرستاده شد. انتشار سراسری روزنامه در کشور از ۷ مهر ماه ۱۳۸۲ آغاز شد و با وجود وقفه ای که در بهمن ماه سال ۱۳۸۳ در انتشار آن به وجود آمد، تا کنون در ۱۲ صفحه ادامه یافته‌است.

## موضوعات
هرچند این روزنامه، نخستین روزنامهٔ سینمایی ایران لقب گرفته‌است اما به موضوعات نمایشی و هنری دیگر ازجمله تلویزیون، تئاتر، موسیقی، نقاشی و … نیز می‌پردازد.